# Radensdorf (Drebkau)
Radensdorf, niedersorbisch Radowašojce, ist ein Gemeindeteil von Greifenhain, einem Ortsteil der Stadt Drebkau im Landkreis Spree-Neiße im Südosten Brandenburgs. Vor dem 1. Januar 1974 war Radensdorf eine eigenständige Gemeinde. Radensdorf zählt zum amtlichen Siedlungsgebiet der Sorben/Wenden.

## Lage
Radensdorf liegt in der Niederlausitz, etwa vier Kilometer westlich von Drebkau und 16 Kilometer Luftlinie südwestlich des Cottbuser Stadtzentrums. Umliegende Ortschaften sind Golschow im Nordosten, Drebkau im Osten, Domsdorf im Südosten, das bereits im Landkreis Oberspreewald-Lausitz liegende Neupetershain-Nord im Südwesten, Greifenhain im Westen sowie Casel im Nordwesten.
Der Ort liegt zwei Kilometer südlich der Landesstraße 52 und drei Kilometer nördlich der Bundesstraße 169. In der Nähe des Ortes fließen der Kaupegraben und das Neue Buchholzer Fließ.

## Geschichte
Das Straßendorf Radensdorf wurde erstmals im Jahr 1457 unter dem Namen Radenstorf urkundlich erwähnt. 1463 wurde der Ort als Radmansdorf bezeichnet. Der Ortsname ist auf einen sorbischen Personennamen mit dem Anfang Rad- zurückzuführen, die genaue Form ist unbekannt. Laut Arnošt Muka geht der Ortsname auf den Personennamen Radovaš zurück.
Laut der Topographisch-statistischen Übersicht des Regierungsbezirks Frankfurt a. d. O. aus dem Jahr 1844 gab es in Radensdorf in diesem Jahr 27 Wohngebäude, der Ort hatte damals 160 Einwohner. Radensdorf verfügte über eine Windmühle, eine Schäferei und ein Rittergut. Das Dorf war nach Greifenhain eingepfarrt. Im Jahr 1867 hatte Radensdorf 218 Einwohner in 23 Wohngebäuden, zudem gab es neben der Windmühle und der Schäferei noch eine Ziegelei. Radensdorf hatte bis Ende des 19. Jahrhunderts auch einen hohen sorbischsprachigen Bevölkerungsanteil. Arnošt Muka zählte für seine Statistik über die Lausitzer Sorben eine Einwohnerzahl von 173, davon waren 116 Einwohner Sorben (67 %) und 57 Deutsche. Danach ging der Anteil allerdings stark zurück, in der Statistik von Ernst Tschernik aus dem Jahr 1956 taucht der Ort gar nicht mehr auf.
Beim Wiener Kongress im Jahr 1815 wurden nach der Niederlage des Königreiches Sachsen Gebietsabtretungen an das Königreich Preußen beschlossen, die auch Radensdorf betrafen. Danach lag die Gemeinde im Landkreis Calau im Regierungsbezirk Frankfurt in der Provinz Brandenburg. Nach dem Ende des Zweiten Weltkrieges wurde Radensdorf Teil der Sowjetischen Besatzungszone und später der DDR. Bei der Kreisreform am 25. Juli 1952 kam die Gemeinde an den Kreis Cottbus-Land im Bezirk Cottbus. Am 1. Januar 1974 wurde Radensdorf in das benachbarte Greifenhain eingemeindet. Nach der Wende wurde der Kreis Cottbus-Land in Landkreis Cottbus umbenannt. Im Zuge der Kreisreform Brandenburg 1993 kam die Gemeinde Greifenhain mit dem Ortsteil Radensdorf an den neu gegründeten Landkreis Spree-Neiße und wurde dort vom Amt Drebkau (Niederlausitz) verwaltet. Am 31. Dezember 2001 wurden Greifenhain mit Radensdorf in die Stadt Drebkau eingemeindet und das Amt Drebkau (Niederlausitz) wurde aufgelöst.

## Bevölkerungsentwicklung
| 1875 | 78 | 1910 | 53 | 1933 | 49  | 1946 | 217 | 1964 | 159 |
| 1890 | 74 | 1925 | 60 | 1939 | 143 | 1950 | 231 | 1971 | 143 |

## Nachweise
1. ↑  Reinhard E. Fischer: Die Ortsnamen der Länder Brandenburg und Berlin: Alter - Herkunft - Bedeutung. be.bra Wissenschaft, 2005, S. 137.
2. ↑  Arnošt Muka: Serbski zemjepisny słowničk. Budyšin, 1927, S. 80 (Digitalisat).
3. ↑  Topographisch-statistische Übersicht des Regierungsbezirks Frankfurt a. d. O. 1844, S. 29 (bsb-muenchen.de).
4. ↑  Statistisches Bureau der Königlichen Regierung zu Frankfurt a. O.: Topographisch-statistisches Handbuch des Regierungs-Bezirks Frankfurt a. O. Verlag von Gustav Harnecker u. Co., Frankfurt a. d. O. 1867, Online bei Google Books, S. 31
5. ↑  Arnošt Muka: Statistika łužiskich Serbow. Wobličenje a wopisanje., Budyšin 1884–1886, Online (Memento des Originals vom 19. April 2019 im Internet Archive)  Info: Der Archivlink wurde automatisch eingesetzt und noch nicht geprüft. Bitte prüfe Original- und Archivlink gemäß Anleitung und entferne dann diesen Hinweis., S. 126
6. ↑  Radensdorf im Geschichtlichen Ortsverzeichnis. Abgerufen am 25. Juni 2018.
7. ↑  Historisches Gemeindeverzeichnis des Landes Brandenburg 1875 bis 2005. (PDF; 331 KB) Landkreis Spree-Neiße. Landesbetrieb für Datenverarbeitung und Statistik Land Brandenburg, Dezember 2006, abgerufen am 25. Juni 2018.